# Saint-Étienne-en-Bresse
Saint-Étienne-en-Bresse – miejscowość i gmina we Francji, w regionie Burgundia-Franche-Comté, w departamencie Saona i Loara.
Według danych na rok 1990 gminę zamieszkiwało 721 osób, a gęstość zaludnienia wynosiła 37 osób/km² (wśród 2044 gmin Burgundii Saint-Étienne-en-Bresse plasuje się na 331. miejscu pod względem liczby ludności, natomiast pod względem powierzchni na miejscu 460.).